# Nathalie Baye
Nathalie Baye (Mainneville, Eure, França, 6 de juliol de 1948) és una actriu francesa. Ha obtingut quatre Cèsars: dues vegades el de la millor actriu secundària, per Sauve qui peut (la vie) (1981) i Une étrange affaire (1982), i dues vegades el de la millor actriu, per a La Balance (1983) i Le Petit Lieutenant (2006).

## Biografia
Nathalie Baye és filla d'una parella d'artistes pintors. Després haver deixat l'escola als 14 anys, entra en una escola de dansa a Mònaco tot seguint cursos per correspondència. Tres anys més tard, marxa per als Estats Units amb la finalitat de prosseguir la seva formació artística.
Al seu retorn a França, segueix els cursos de dansa, però, paral·lelament, s'inscriu al curs Simon del qual surt diplomada l'any 1972. També en aquesta època fa les seves primeres aparicions a la pantalla gran, a Two People de Robert Wise, després un paper de script a La Nuit américaine de François Truffaut. Enllaça una sèrie de segons papers. L'any 1978, Truffaut novament la crida, per confiar-li el paper principal femení de La Chambre verte. Viu d'altra banda durant una desena d'anys amb Philippe Léotard.
L'any 1981, rep el Cèsar a la millor actriu secundària per la seva interpretació a Sauve qui peut (la vie) de Jean-Luc Godard. Se la veu després a una sèrie de films destacats pel públic i la critica, sobretot el drama històric Le Retour de Martin Guerre de Daniel Vigne, on comparteix protagonisme amb Gérard Depardieu, i al policíac La Balance de Bob Swaim, igualment amb Philippe Léotard i Richard Berry. Assoleix consecutivament dos nous Cèsar: l'any 1982 un altre Cèsar a la millor actriu secundària, que obté per segona vegada en dos anys gràcies a la seva actuació a Une étrange affaire, després l'any 1983 el de la millor actriu per a la seva actuació a la Balance. Aquesta successió de recompenses i d'èxits comercials fan d'ella, al començament dels anys 1980, l'una de les noves estrelles del cinema francès: al mateix temps, la parella que forma amb Johnny Hallyday contribueix a posar-la sota els focus de l'actualitat.
El naixement l'any 1983 de la seva filla Laura, que ha tingut amb Johnny Hallyday, l'empeny a alentir el seu ritme de rodatge. Si les seves aparicions al cinema esdevenen menys freqüentes, aprofita d'aquest període per remuntar sobre els escenaris interpretant Adriana Monti l'any 1986.

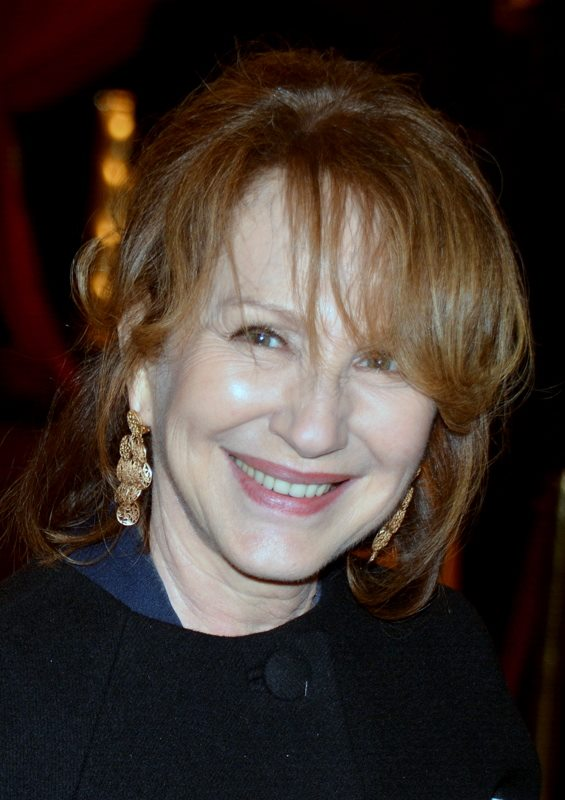
Cerimònia dels César 2015

Al final dels anys 1980 i al començament dels anys 1990, Nathalie Baye és menys present a les pantalles. Diversos dels seus films, com Mensonge, són fracassos comercials. Torna amb l'èxit l'any 1999 amb Vénus Beauté (Institut)  de Tonie Marshall. El mateix any, guanya un Premi d'interpretació a Venècia per a Une liaison pornographique. Als anys que segueixen, alterna films pel gran públic i produccions més intimistes.
Col·labora una primera vegada amb el director Xavier Beauvois l'any 2001, per a les necessitats del film Selon Matthieu. Quatre anys més tard, Xavier Beauvois li confia el protagonisme del film Le petit lieutenant, on interpreta una comandant de policia que ve d'un drama familiar i de l'alcoholisme. La seva actuació li suposa el quart Cèsar de la seva carrera (el seu segon trofeu de la categoria millor actriu). Després de deu anys d'absència al teatre, Nathalie Baye crea a Vidy-Lausana, el 2 de setembre de 2006, Zouc per Zouc, una entrevista entre Zouc i Hervé Guibert, després el fa al Théâtre du Rond-Point fins al 30 de desembre.
Figura en vuitena posició de la llista de les celebritats millor pagades del cinema francès l'any 2007, amb 1,2 milions d'euros d'ingressos. L'any 2008, és a dalt del cartell del nou film de Tonie Marshall, Passe-passe i de l'adaptació cinematogràfica per Josiane Balasko del seu propi best-seller publicat l'any 2004 (inicialment un guió rebutjat pels productors), Cliente. L'any 2010, actua a Ensemble, c'est trop, una comèdia de Léa Fezar amb Pierre Arditi, Jocelyn Quivrin (aquest va ser el seu últim film), Éric Cantona o Aïssa Maïga. Interpreta una dona que descobreix que el seu marit l'ha enganyat i s'instal·la a casa del seu fill, però la cohabitació serà un infern per a la família d'aquest últim.
Compromesa en la defensa mediambiental i el suport a la infantesa desfavorida, Nathalie Baye és membre del comitè d'honor de l'Institut Jane Goodall França, s'implica regularment amb l'associació, i signa l'any 2012 una crida als candidats a l'elecció presidencial demanant-los de comprometre's a tramitar un projecte de llei per a legalitzar l'eutanàsia.
És nomenada Cavaller de la Legió d'Honor l'1 de gener de 2009.
L'octubre de 2011, és la presidenta del jurat de la 22e Festival de cinema britànic de Dinard.
L'abril de 2018, és la segona actriu francesa a prestar-se a una masterclass Horschamp - Trobades de Cinema.

## Vida privada
L'any 1972, amb 24 anys, comença en el cinema i coneix el seu primer gran amor, Philippe Léotard, que abandona dona i fills per a ella. La parella se separa l'any 1982.
En una emissió de televisió l'any 1982, coneix Johnny Hallyday. La seva relació sorprèn el seu entorn. El novembre de 1983, neix Laura Smet, que té dos anys quan els seus pares se separen.
A continuació surt un temps amb Pierre Lescure, llavors PDG de Canal +. Conrea una certa discreció sobre la seva vida privada.
Als anys 1990, és la companya de Jean-Louis Borloo, que és llavors alcalde de Valencianes. Un rumor li ha atribuït una relació amb l'actor Jean-Yves Berteloot, que ella ha desmentit.

## Filmografia

### Cinema
- 1972: Brève rencontre à Paris de Robert Wise (no surt als crèdits)
- 1972: Faustine et le Bel Été de Nina Companeez: Giselle
- 1973: La nuit américaine de François Truffaut: Joelle
- 1974: La Gueule ouverte de Maurice Pialat: Nathalie
- 1974: La Gifle de Claude Pinoteau: Christine
- 1975: Le Voyage de noces de Nadine Trintignant: Sophie
- 1975: Un jour, la fête de Pierre Sisser: Julie
- 1976: Mado de Claude Sautet: Catherine
- 1976: La Dernière Femme de Marco Ferreri: La noia de les cireres
- 1976: Le Plein de super d'Alain Cavalier: Charlotte
- 1977: L'Homme qui aimait les femmes de François Truffaut: 'Martine
- 1977: Monsieur Papa de Philippe Monnier: Janine
- 1977: La Communion solennelle de René Féret: Jeanne Vanderberghe
- 1978: Mon premier amour d'Élie Chouraqui: Fabienne
- 1978: La Chambre verte de François Truffaut: Cécilia Mandel
- 1979: La Mémoire courte d'Eduardo de Gregorio: Judith
- 1979: Sauve qui peut (la vie) de Jean-Luc Godard: Denise Rimbaud
- 1980: Une semaine de vacances de Bertrand Tavernier: Laurence Cuers
- 1980: La Provinciale de Claude Goretta: Christine
- 1980: Je vais craquer de François Leterrier: Brigitte Ozendron
- 1981: L'Ombre rouge de Jean-Louis Comolli: Anna
- 1981: Une étrange affaire de Pierre Granier-Deferre: Nina
- 1981: Beau-père de Bertrand Blier: Charlotte
- 1982: Le Retour de Martin Guerre de Daniel Vigne: Bertrande de Rols
- 1982: La Balance de Bob Swaim: Nicole Danet
- 1982: J'ai épousé une ombre de Robin Davis: Hélène
- 1984: Notre histoire de Bertrand Blier: Donatienne Pouget / Marie-Thérèse Chatelard / Geneviève Avranche
- 1984: Rive droite, rive gauche de Philippe Labro: Alexandra Vernakis
- 1984: Détective de Jean-Luc Godard: Françoise Chenal
- 1985: Le Neveu de Beethoven de Paul Morrissey: Leonore
- 1985: Lune de miel de Patrick Jamain: Cécile
- 1987: En toute innocence d'Alain Jessua: Catherine
- 1987: De guerre lasse de Robert Enrico: Alice Mangin
- 1989: The Man Inside de Bobby Roth: Christine
- 1989: Gioco al massacro de Damiano Damiani: Bella
- 1990: Le Pinceau à lèvres curt de Bruno Chiche: Elle
- 1990: La Baule-les-Pins de Diane Kurys: Lena
- 1990: Un week-end sur deux de Nicole Garcia: Camille Valmont
- 1991: La Voix de Pierre Granier-Deferre: Lorraine
- 1992: Mensonge de François Margolin: Emma
- 1992: Visionarium curt de Jeff Blyth: Ella mateixa
- 1992: Les Contes sauvages de Gérald Calderon: veu del narrador
- 1993: [[And the Band Played On, de Roger Spottiswoode: Dra. Françoise Barre
- 1994: La Machine de François Dupeyron: Marie Lacroix
- 1995: La Mère curt de Caroline Bottaro: La mare
- 1996: Enfants de salaud de Tonie Marshall: Sophie
- 1997: Paparazzi d'Alain Berberian: Nicole
- 1998: Food of Love de Stephen Poliakoff: Michele
- 1998: Si je t'aime, prends garde à toi de Jeanne Labrune: Muriel
- 1999: Vénus Beauté (Institut) de Tonie Marshall: Angèle
- 1999: Une liaison pornographique de Frédéric Fonteyne: Elle
- 2000: Ça ira mieux demain de Jeanne Labrune: Sophie
- 2000: Selon Matthieu de Xavier Beauvois: Claire
- 2000: Barnie et ses petites contrariétés de Bruno Chiche: Lucie Barnich
- 2001: Absolument fabuleux de Gabriel Aghion: Patricia
- 2002: Catch Me if You Can de Steven Spielberg: Paula Abagnale
- 2002: La flor del mal (La Fleur du mal) de Claude Chabrol: Anne Charpin-Vasseur
- 2002: France Boutique de Tonie Marshall: Sofia
- 2002: Les Sentiments de Noémie Lvovsky: Carole
- 2003: Une vie à t'attendre de Thierry Klifa: Jeanne
- 2005: L'un reste, l'autre part de Claude Berri: Fanny
- 2005: Le Petit Lieutenant de Xavier Beauvois: comandant Caroline Vaudieu
- 2006: The Ant Bully de John A. Davis: veu de la Reina de les formigues
- 2006: Acteur curt de Jocelyn Quivrin: Camille
- 2006: La Californie de Jacques Fieschi: Maguy
- 2006: Ne le dis à personne de Guillaume Canet: Maître Elysabeth Feldman
- 2007: Michou d'Auber de Thomas Gilou: Gisèle
- 2007: Mon fils à moi de Martial Fougeron: La mare
- 2007: Le Prix à payer  d'Alexandra Leclère: Odile Ménard
- 2008: Passe-passe de Tonie Marshall: Irène Montier Duval
- 2008: Les Bureaux de Dieu de Claire Simon: Anne
- 2008: Cliente de Josiane Balasko: Judith, la cliente
- 2009: Visage de Tsai Ming-liang: Nathalie
- 2010: Ensemble, c'est trop de Léa Fazer: Marie-France, la mare
- 2010: De vrais mensonges de Pierre Salvadori: Maddy
- 2011: Je n'ai rien oublié de Bruno Chiche: Elisabeth
- 2011: HH, Hitler à Hollywood de Frédéric Sojcher: ella mateixa
- 2012: Laurence Anyways de Xavier Dolan: Julienne Alia
- 2013: Les Reines du ring de Jean-Marc Rudnicki: Colette
- 2014: Lou ! Journal infime de Julien Neel: L'àvia
- 2014: L'affaire SK1 de Frédéric Tellier: Frédérique Pons
- 2015: La Volante de Christophe Ali i Nicolas Bonilauri: Marie-France
- 2015: Préjudice d'Antoine Cuypers: La mare
- 2016: Juste la fin du monde de Xavier Dolan:[12] La mare
- 2016: Moka de Frédéric Mermoud: Marlène
- 2017: Alibi.com de Philippe Lacheau: Marlène Martin
- 2017: Les gardiennes de Xavier Beauvois: Hortense
- 2017: Médée de Mikael Buch: La mare (curt)
- 2018: Thomas de Laura Smet: Anne (curt)
- 2020: Garçon chiffon de Nicolas Maury: Bernadette Meyer
- 2021: Haute couture de Sylvie Ohayon: Esther
- 2021: Lui de Guillaume Canet

### Televisió
- 1970: Au théâtre ce soir: Les croulants se portent bien de Roger Ferdinand, posada en escena Robert Manuel, realització de Pierre Sabbagh, Théâtre Marigny
- 1973: L'Inconnu de Youri
- 1975: Esquisse d'une jeune femme sans dessus-dessous d'Alain Boudet: Fabienne
- 1975: La Condition féminine de Michel Honorin
- 1977: Les Cinq Dernières Minuts: Une si jolie petite cure de Guy Seligmann: Gisèle
- 1978: Sacré farceur de Jacques Rouland: 'Marianne
- 1979: Madame Sourdis de Caroline Huppert: Adèle Sourdis
- 2002: L'Enfant des lumières de Daniel Vigne: comtessa Diane de Breyves
- 2008: Marie-Octobre de Josée Dayan: Marie-Octobre
- 2009: L'une chante, l'autre aussi d'Olivier Nicklaus: ella mateixa
- 2010: Le Grand Restaurant]] de Gérard Pullicino: Una clienta
- 2011: Cinq fois Nathalie Baye (5 curts:
  - Dormir debout de Jean-Luc Perréard,
  - Bye Bye  d'Edouard Deluc,
  - A l'Abri de Jérémie Lippmann,
  - Le premier rôle de Mathieu Hippeau,
  - Je voulais vous dire de Romain Delange.
- 2012: Les Hommes de l'ombre (sèrie TV) de Frédéric Tellier: Anne Visage
- 2014: Elles étaient en guerre (documental) de Hugues Nancy i Fabien Beziat: narradora (veu)
- 2015: Dix pour cent de Cédric Klapisch: Ella mateixa
- 2018: Nox (sèrie TV) de Mabrouk el Mechri: Catherine Suzini

## Teatre
- 1971: Galapagos de Jean Chatenet, posada en escena Bernard Blier, théâtre de la Madeleine
- 1973: Liola de Luigi Pirandello, posada en escena Henri Delmas i Gabriel Garran, théâtre de la Commune Aubervilliers
- 1978: Les Trois Sœurs d'Anton Tchekhov, posada en escena Lucian Pintillié, théâtre de la Ville
- 1986: Adriana Monti de Natalia Ginzburg, posada en escena Maurice Bénichou, théâtre de l'Atelier
- 1993: Les Fausses Confidences de Marivaux, posada en escena Christian Rist, théâtre national de Chaillot, gira
- 1995: La Parisienne d'Henry Becque, posada en escena Jean-Louis Benoît, girat França i Europa
- 2006: Zouc par Zouc de Zouc i Hervé Guibert, posada en escena Gilles Cohen, Théâtre du Rond-Point

2009: Hiver de Jon Fosse, posada en escena Jérémie Lippmann, théâtre de l'Atelier